# Alexander Simon (Schauspieler, 1968)

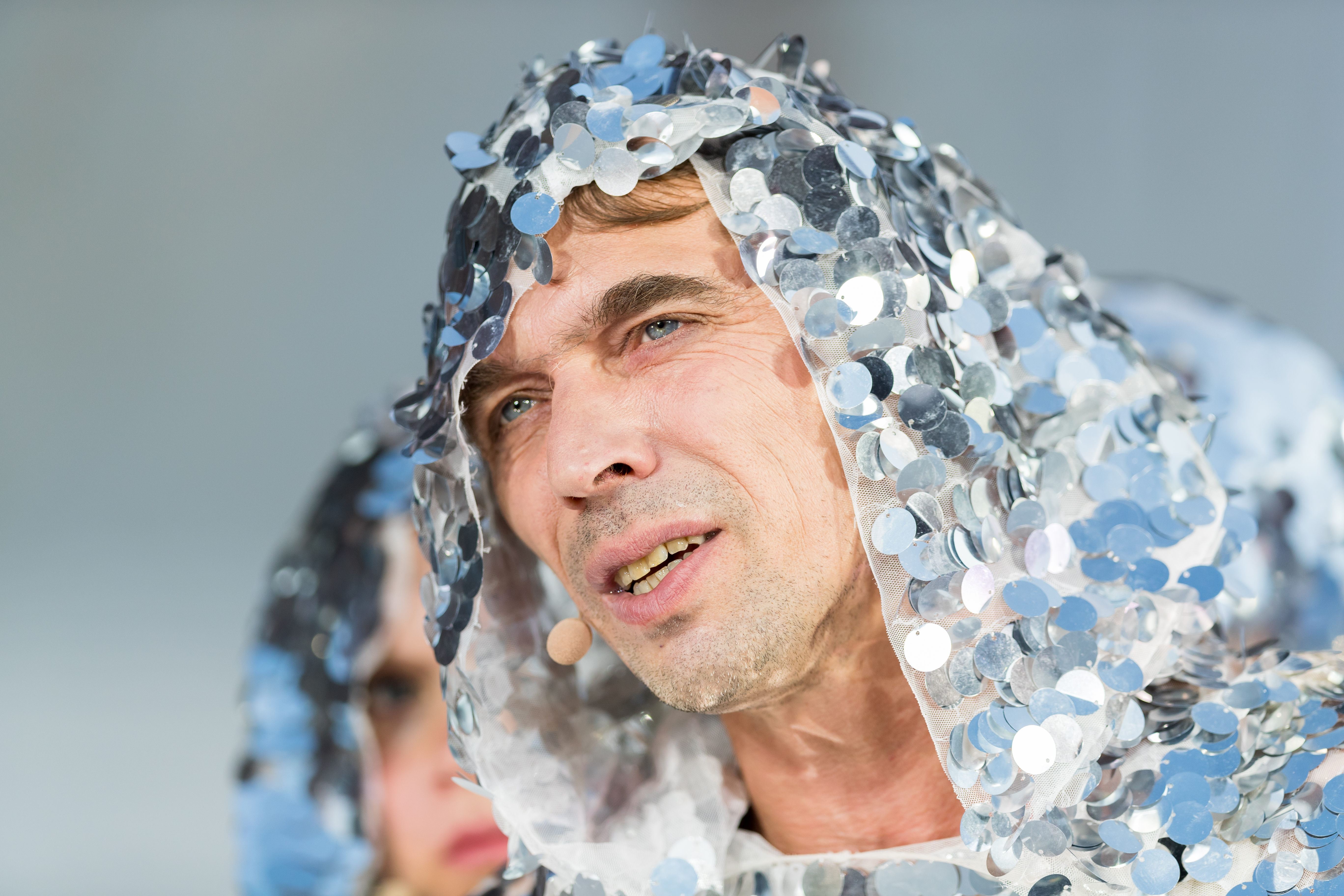
Alexander Simon 2019 als Siegfried bei den Nibelungenfestspielen

Alexander Simon (* 1968) ist ein deutscher Schauspieler und Regisseur.

## Leben
Alexander Simon studierte Schauspiel an der Westfälischen Schauspielschule Bochum, bevor er sein erstes Engagement am Schauspielhaus Bochum annahm und sich für das Theater entschied. Engagements am Schauspiel Hannover, am Burgtheater Wien, Schauspiel Frankfurt, Schauspielhaus Zürich, am Deutschen Schauspielhaus und am Thalia Theater in Hamburg folgten.
In der Spielzeit 2010/2011 führte er erstmals Regie im Thalia in der Gaußstraße zu „Romeo und Julia“, in einer Kooperation mit der Theaterakademie Hamburg, weitere Regiearbeiten folgten („Gegen die Wand“ als Theaterstück zum gleichnamigen Film Premiere in Wien, Garage X, 2013) sowie „Betrunkene“ von Iwan Wyrypajew im Thalia in der Gaußstraße (2013/14). Er entwickelte in Luk Percevals „Die Blechtrommel“ die Rolle des Alfred Matzerath.
Außerdem spielte er unter anderem in den Filmen „Frag nicht nach Sonnenschein“ (Regie: Lena Jana Krajewsky), „Marseille“ (Regie: Angela Schanelec) und „Sonntags“ (Regie: Ina Weisse).

## Filmografie (Auswahl)
- 2008: Das Feuerschiff
- 2011: Tatort: Mord in der ersten Liga
- 2016: Tatort: Wofür es sich zu leben lohnt